# یلوه دورنگ
یلوه دورنگ (نام علمی: Porzana bicolor) نام یک گونه از تیره یلوگان است.